# 鉾田川
鉾田川（ほこたがわ）は、茨城県鉾田市を流れる利根川水系北浦の一級河川の川である。河川延長は7.2km、流域面積は52.7k㎡。

## 概要
茨城県道116号鹿田玉造線と交わる辺りが源流で、下流で長茂川、巴川に合流し、霞ヶ浦へと流れる。
途中、鹿島臨海鉄道大洗鹿島線の徳宿駅から新鉾田駅間付近をおおよそ並行に流れている。
流域ではメロンやイチゴ、トマト等の畑地が広く分布している。
8月には下流で2年に一度、鉾田花火大会が行われる。